# Roberto Bolaño
Roberto Bolaño Ávalos (Escucharⓘ) (Santiago, 28 de abril de 1953-Barcelona, 15 de julio de 2003) fue un escritor y poeta chileno, autor de más de dos decenas de libros, entre los cuales destacan sus novelas Los detectives salvajes, ganadora del Premio Herralde en 1998 y el Premio Rómulo Gallegos en 1999, y la póstuma 2666.
Después de su muerte se ha convertido en uno de los escritores más influyentes en lengua española, como lo demuestran las numerosas publicaciones consagradas a su obra y la valoración que esta ha tenido por parte de la crítica literaria mundial. Muestra de ello es que las ya citadas novelas Los detectives salvajes y 2666 hayan sido destacadas en la lista de «los 100 mejores libros del siglo xxi» confeccionada por The New York Times en 2024, tras consultar a 503 novelistas, ensayistas, poetas y críticos sobre cuáles eran los mejores libros publicados en inglés en el primer cuarto del siglo, en la que las obras de Bolaño se posicionaron en los puestos número 38 y 6, respectivamente. Del mismo modo, tres novelas de Bolaño —las dos ya referidas, junto a la breve Estrella distante— figuran en los 15 primeros lugares de la lista confeccionada en 2007 por 81 escritores y críticos latinoamericanos y españoles, con los mejores 100 libros en lengua castellana de los últimos 25 años.
Su obra ha sido traducida a numerosos idiomas, entre ellos inglés, francés, alemán, italiano, lituano y neerlandés. Al momento de su muerte tenía 37 contratos de publicación en diez países. Póstumamente la lista creció para incluir más países, entre ellos Estados Unidos, y ascendió a 50 contratos y 49 traducciones en doce países, todos ellos previos a la publicación de 2666, su novela más ambiciosa. Además, el autor goza de excelentes críticas tanto de escritores como de críticos literarios contemporáneos y se le considera uno de los grandes autores hispanoamericanos del siglo XX, junto con otros escritores de la talla de Jorge Luis Borges, Pablo Neruda y Julio Cortázar, con quien suele ser comparado.

## Biografía

### Infancia en Chile
Hijo del camionero y boxeador León Bolaño y de la profesora Victoria Ávalos. Su abuelo fue militar (quien posiblemente despertó su posterior afición por los juegos de guerra). Nació en una familia de clase media baja, alejada del mundo de las letras, si bien su madre solía leer best sellers con relativa frecuencia. Solo tuvo una hermana menor.
Roberto nació en Santiago de Chile, pero nunca vivió ahí. Pasó parte de su infancia en Valparaíso y Viña del Mar, donde realizó sus primeros estudios en Quilpué y Cauquenes. Sin embargo, donde vivió la mayor parte de sus primeros años fue en Los Ángeles, provincia de Biobío. En Quilpué, donde vivió entre los años 1960 y 1964, realizó su primer trabajo a los diez años de edad, como boletero de una línea de autobuses en el trayecto Quilpué-Valparaíso. Se cree que padeció de dislexia en su infancia, pero esto se debe a un comentario hecho por el autor en una conferencia en Venezuela, pese a que no se cuenta con un diagnóstico médico contrastado. En cualquier caso, no significó un problema para su aprendizaje.
La relación de sus padres era inestable, con continuas separaciones y reencuentros. Su madre, que había visitado México en algunas ocasiones, convenció a León de irse a vivir juntos a la Ciudad de México.

### Juventud en México
El futuro escritor se trasladó con su familia a México en 1968, con quince años de edad, el mismo año del movimiento estudiantil que provocó la invasión del ejército a la Ciudad Universitaria de la UNAM y al Casco de Santo Tomás, y posteriormente la Matanza de Tlatelolco. Estos hechos, que sucedieron a fines del gobierno de Gustavo Díaz Ordaz (PRI) y que costaron la vida a cientos de mexicanos, serían más tarde narrados por Bolaño en su novela Amuleto (1999).
En la Ciudad de México Roberto continuó sus estudios secundarios por un breve tiempo, abandonándolos definitivamente a los dieciséis, para dedicarse a leer y escribir diariamente. Nunca terminó la secundaria y por lo tanto tampoco inició estudios superiores. Fue desde su adolescencia un lector voraz, que leía desde literatura mexicana y thriller policiales hasta obras clásicas de Horacio, Ovidio y Arquíloco. Durante esta época fue un asiduo visitante de la biblioteca pública de la capital mexicana, ciudad en la que se desenvolvió realizando distintos trabajos, tales como el de periodista, o incluso vendiendo lámparas de la Virgen de Guadalupe, al mismo tiempo que escribía obras de teatro y poesía. Según el poeta chileno Jaime Quezada, amigo de Victoria Ávalos y que entre 1971 y 1972 vivió en la casa de Roberto, Bolaño tenía por entonces muy pocas amistades y salía poco de su casa.
Es en la capital mexicana donde se comenzó a gestar la carrera literaria de Bolaño. La Ciudad de México y Ciudad Juárez son los escenarios de sus libros más afamados, Los detectives salvajes y 2666, respectivamente, adoptando en este último el nombre ficticio de Santa Teresa.
En la Ciudad de México la familia de Bolaño vivió en la colonia Lindavista, luego en la Colonia Nápoles y más tarde en la Colonia Guadalupe Tepeyac.

### Breve regreso a Chile

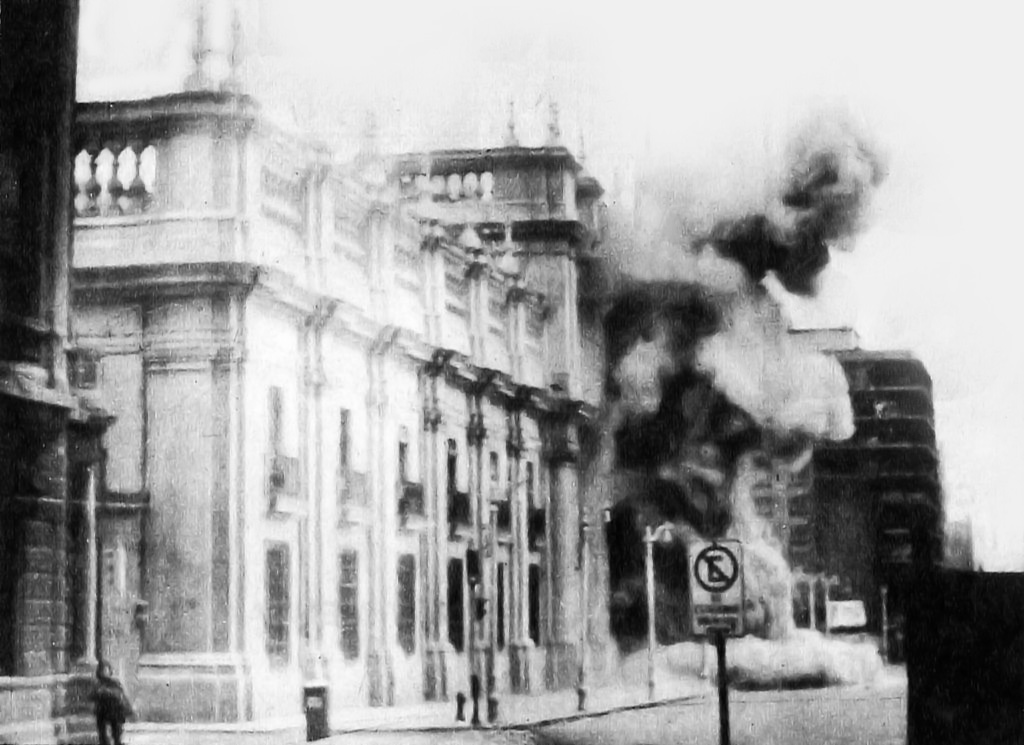
Bolaño llegó a Chile pocos días antes del golpe de Estado. En la imagen, el Palacio de La Moneda bombardeado durante el 11 de septiembre de 1973.

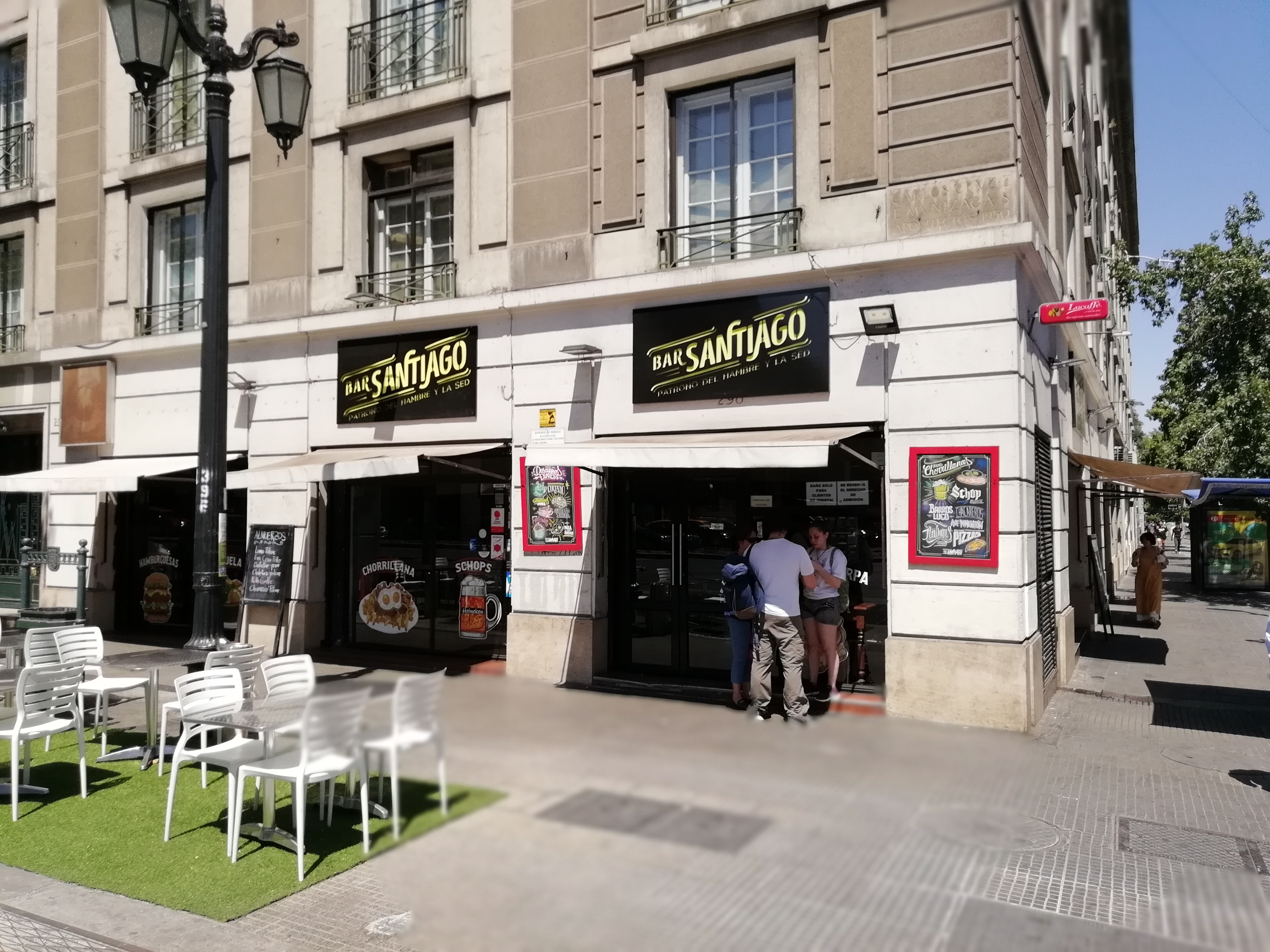
Bolaño frecuentaba el Bar Valle de Oro —ahora llamado Santiago— ubicado en Alameda y Portugal, en Santiago Centro.

En 1973 regresó a Chile con el propósito de apoyar el proceso de reformas socialistas de Salvador Allende a través de la Unidad Popular, al mismo tiempo que para experimentar la sensación de libertad extrema manifestada por la Generación beat. Tras un largo viaje en autobús, a dedo y en barco (atravesando prácticamente toda América Latina) llegó a Chile el mes de agosto de ese año, pocos días antes del golpe de Estado del 11 de septiembre, alojándose en Santiago en la casa de Jaime Quezada, quien había regresado hacía poco de México, donde vivió a su vez en la casa de la familia de Bolaño.
En Chile aprovechó para visitar a sus parientes en Los Ángeles, Mulchén y Concepción. Sin embargo, fue detenido en noviembre en un autobús cuando se dirigía desde Los Ángeles hacia Concepción para visitar a un amigo, siendo liberado ocho días después gracias a la ayuda de un antiguo compañero de estudios en Cauquenes que se encontraba entre los policías que debían custodiarlo. Sobre esta experiencia se basa su cuento Detectives, publicado en Llamadas telefónicas y donde aparece bajo su alter ego literario Arturo Belano. Luego de esta experiencia y sumado a las presiones de su madre, Bolaño decidió abandonar su país natal, no visitándolo sino hasta veinticinco años más tarde.

### Regreso a México

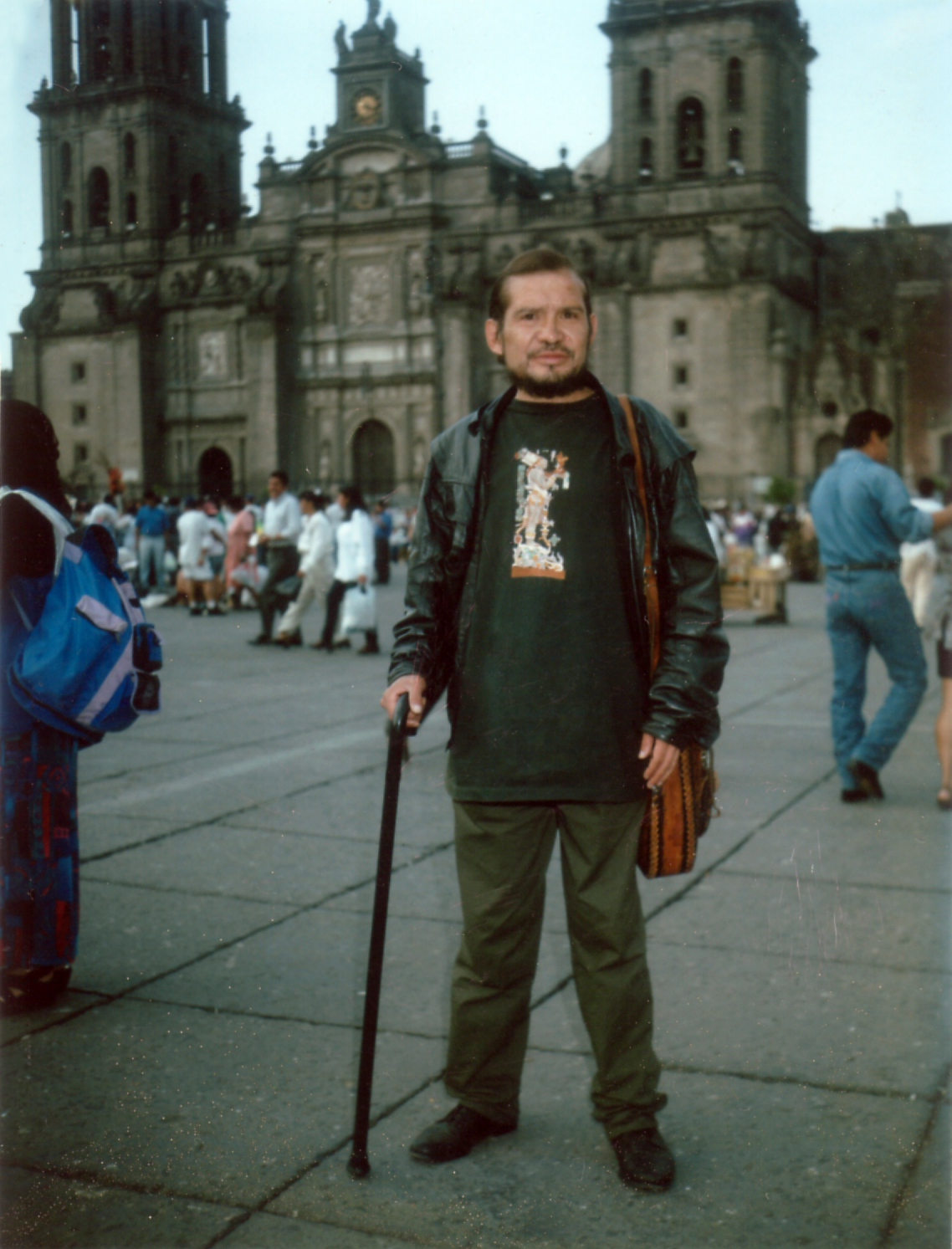
Mario Santiago en el Zócalo de Ciudad de México. Fue el mejor amigo de Bolaño, y el fundador junto con él del infrarrealismo.

Bolaño regresó a México en enero de 1974, nuevamente viajando por tierra desde Chile, deteniéndose un tiempo en San Salvador, capital de El Salvador. Sobre esta breve estadía, el escritor afirmó que en ella conoció al poeta Roque Dalton y a la guerrilla del Frente Farabundo Martí para la Liberación Nacional, algunos de cuyos miembros tuvieron que ver con el asesinato de Dalton. Sin embargo, hay estudiosos que niegan este hecho y opinan que probablemente se trate de un mito.
Ya de regreso en México conoció al que se convertiría en su mejor amigo, el poeta Mario Santiago Papasquiaro, y al chileno Bruno Montané (a quienes Bolaño representaría, respectivamente, mediante los personajes de Ulises Lima y Felipe Müller en su premiada novela Los detectives salvajes).
Un año después, en 1975, con Papasquiaro, Montané y otros amigos fundarían el movimiento infrarrealista que, surgido a partir de reuniones y tertulias bohemias en el Café La Habana de la Avenida Bucareli, se opuso radicalmente a los poderes dominantes en la poesía mexicana y al establishment literario de ese país, que tenía a Octavio Paz como su figura preponderante. Durante este tiempo en México, Bolaño comenzó a escribir prácticamente todos los días desde la madrugada hasta el amanecer, manteniendo una rigurosa constancia.
Además de los infrarrealistas y amigos afines al movimiento, Bolaño frecuentó a poetas mexicanos más adultos, como Hugo Gutiérrez Vega y Efraín Huerta, o los chilenos exiliados en México Poli Délano, Hernán Lavín Cerda y el ecuatoriano Miguel Donoso Pareja.
A mediados de la década de 1970, su madre se va a vivir a España, mientras que su padre se queda en México y forma una nueva familia. En 1976, poco antes de que con los infrarrealistas publicaran su primera antología, Pájaro de calor, Lisa Johnson, quien fuera su mayor amor mexicano, rompió con él, siendo esta una de las principales razones de que abandonara México y decidiera irse a vivir a Europa. En un principio Bolaño pensó viajar a Suecia, donde tenía un trabajo más o menos asegurado. Sin embargo, su madre se encontraba enferma en Barcelona, por lo que se decidió entonces ir a acompañarla a esta ciudad, quedándose definitivamente en Cataluña. Carla Rippey, amiga de Bolaño y de los infrarrealistas en ese tiempo, aporta otra razón que motivó la partida del escritor, relacionada con un «hostigamiento injusto» por parte de las autoridades hacia su familia, debido a una acusación policial en contra de un exnovio de su hermana.

#### El infrarrealismo

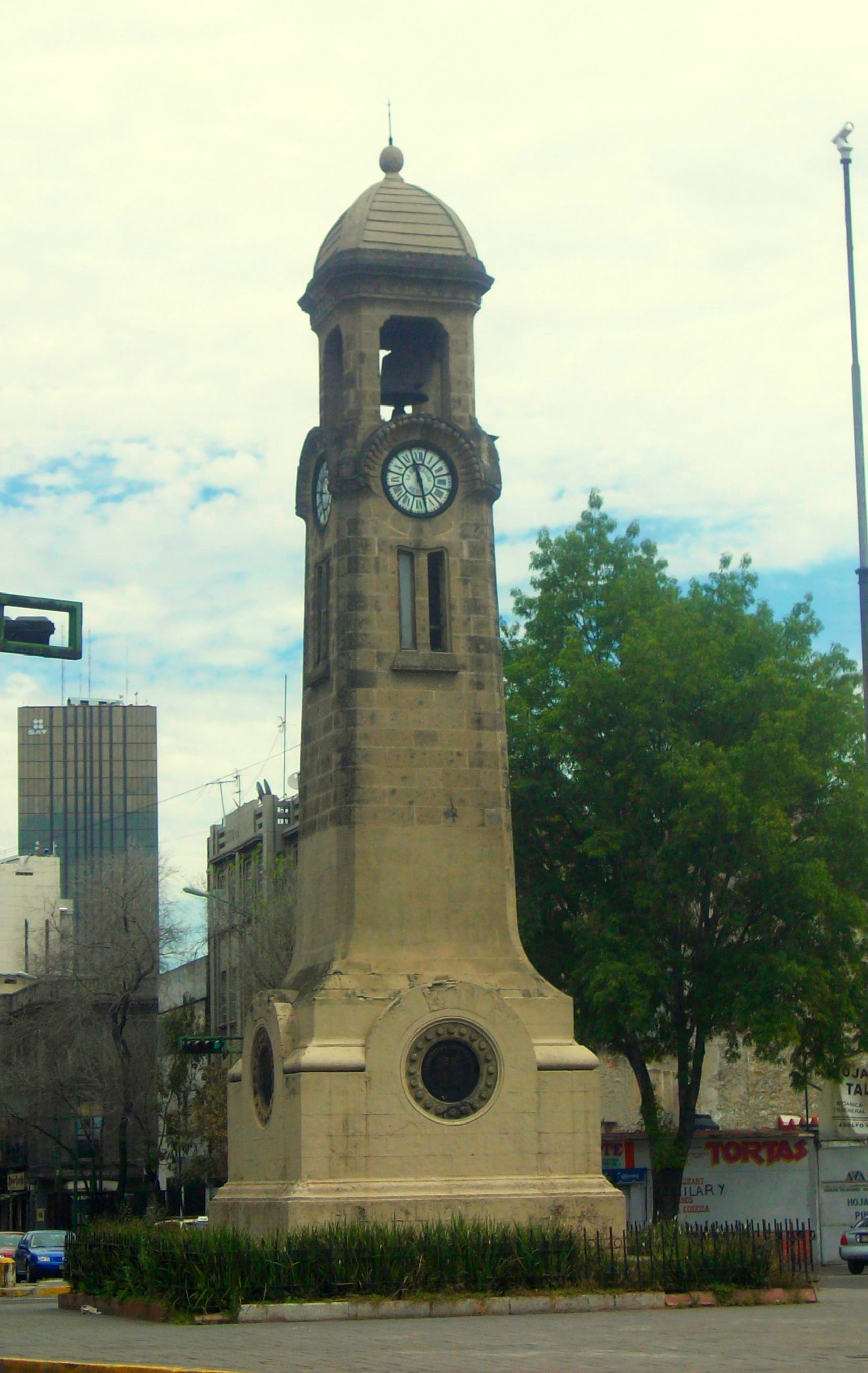
La glorieta del Reloj Chino en la avenida Bucareli, Ciudad de México, donde se ubica el Café La Habana donde se reunían los infrarrealistas.

En 1975, Bolaño, Mario Santiago y otros dieciocho jóvenes poetas, en su mayoría mexicanos, fundan en Ciudad de México el movimiento poético del infrarrealismo, siendo liderado por ambos. El movimiento se fundó como tal en casa del poeta Bruno Montané, en México D. F., en 1976.
Ese mismo año, Bolaño publicó su primer libro de poesía, Reinventar el amor, en la imprenta artesanal de su amigo Juan Pascoe llamada Taller Martín Pescador. También ese año escribió el primer manifiesto infrarrealista, que acaba con una frase que, según la periodista Montserrat Madariaga, resume el «canon literario» que acompañó al escritor a lo largo de su vida:

«Déjenlo todo, nuevamente láncense a los caminos».
Roberto Bolaño, primer manifiesto infrarrealista. México, 1976

El origen del término es francés, y el intelectual Emmanuel Berl lo atribuye a uno de los fundadores del surrealismo, el escritor y político Philippe Soupault (1897-1990), quien también fue uno de los impulsores del dadaísmo. Según Bolaño, el nombre surgió inicialmente de la mano del chileno Roberto Matta (1911-2002), artista que acuñó el término «infrarrealismo» en la década de 1940, luego de que André Breton lo expulsara del surrealismo, siendo así su único practicante hasta que el término es recuperado como corriente literaria.
Además de Bolaño, Mario Santiago y Montané, el movimiento infrarrealista contó entre sus cofundadores con poetas como José Vicente Anaya, Rubén Medina, Ramón Méndez Estrada y el peruano José Rosas Ribeyro, entre otros. Por aquel entonces Bolaño, en presencia de Bruno Montané, quemó unas setecientas páginas que había escrito en obras de teatro, como acto simbólico que reafirmaba su dedicación exclusiva a partir de entonces a la poesía.
El movimiento buscaba romper con lo oficial y establecerse como vanguardia, boicoteando actos literarios de distintos artistas, entre ellos Octavio Paz. La poeta y escritora Carmen Boullosa, en una ocasión, expresó su temor a Bolaño de que él con los «infras» boicotearan su lectura poética.
A través del infrarrealismo, la poesía de Bolaño y Mario Santiago se caracterizó por su cotidianidad, su disonancia y sus elementos dadaístas. Papasquiaro cultivó este género hasta el final de su vida, pero Bolaño lo fue abandonando poco a poco por la prosa, aunque él mismo nunca dejó de considerarse un poeta.
Respecto a su relación con este movimiento, comentó el escritor Juan Villoro:

«Se podría sostener que el infrarrealismo lo determinó como escritor de la misma forma que el alejamiento de la corriente le permitió iniciar su carrera como novelista. México para él fue central, porque lo determinó como escritor (...) el México nocturno, el México de las calles, del habla cotidiana, de un destino quebrado y a veces trágico y el humor lo cautivaron. No es casualidad que sus dos novelas más grandes las haya centrado en México, Los detectives salvajes y 2666».
Juan Villoro

Póstumamente, al infrarrealismo la prensa crítica estadounidense lo llamó en diversas ocasiones «modernismo visceral» y «realismo visceral». Este último nombre es el que utiliza Bolaño para referirse al movimiento en su novela Los detectives salvajes, la cual escribió a partir de numerosas notas de ese tiempo en donde iba inmortalizando lo que le ocurría a él y a los demás infrarrealistas.

### En España

#### Llegada a Barcelona
El poeta Bolaño emigró a España en 1977 y se estableció en Cataluña, donde ya vivía su madre, poco después que lo hiciera el otro infrarrealista Bruno Montané. Por esa misma época Mario Santiago Papasquiaro también pasó por Europa, especialmente por París, antes de continuar viaje hasta Israel. El propio Bolaño afirmó tiempo después que esta fue la última ocasión en que vio personalmente a su amigo Mario Santiago —si bien nunca perdieron el contacto a través de correspondencia y algunas llamadas telefónicas— y que en la Estación de Port-Vendres en Francia dieron por acabado el infrarrealismo. Esto último fue en efecto así para Bolaño, quien iría progresivamente dejando la poesía para dedicarse más a la narrativa, pero Papasquiaro regresó en 1979 a Ciudad de México, y consiguió resucitar el movimiento, con algunos antiguos miembros y otros nuevos.
En Cataluña y otros países tales como Francia, desempeñó diversos oficios, tales como lavaplatos, botones, camarero, encargado de la recolección de basura, vigilante nocturno de cámping, descargador de barcos, vendimiador durante el verano o vendedor en un almacén de barrio. Sus ratos libres los dedicaba a escribir, y en algunas ocasiones en que el dinero escaseaba, optó por robar libros.

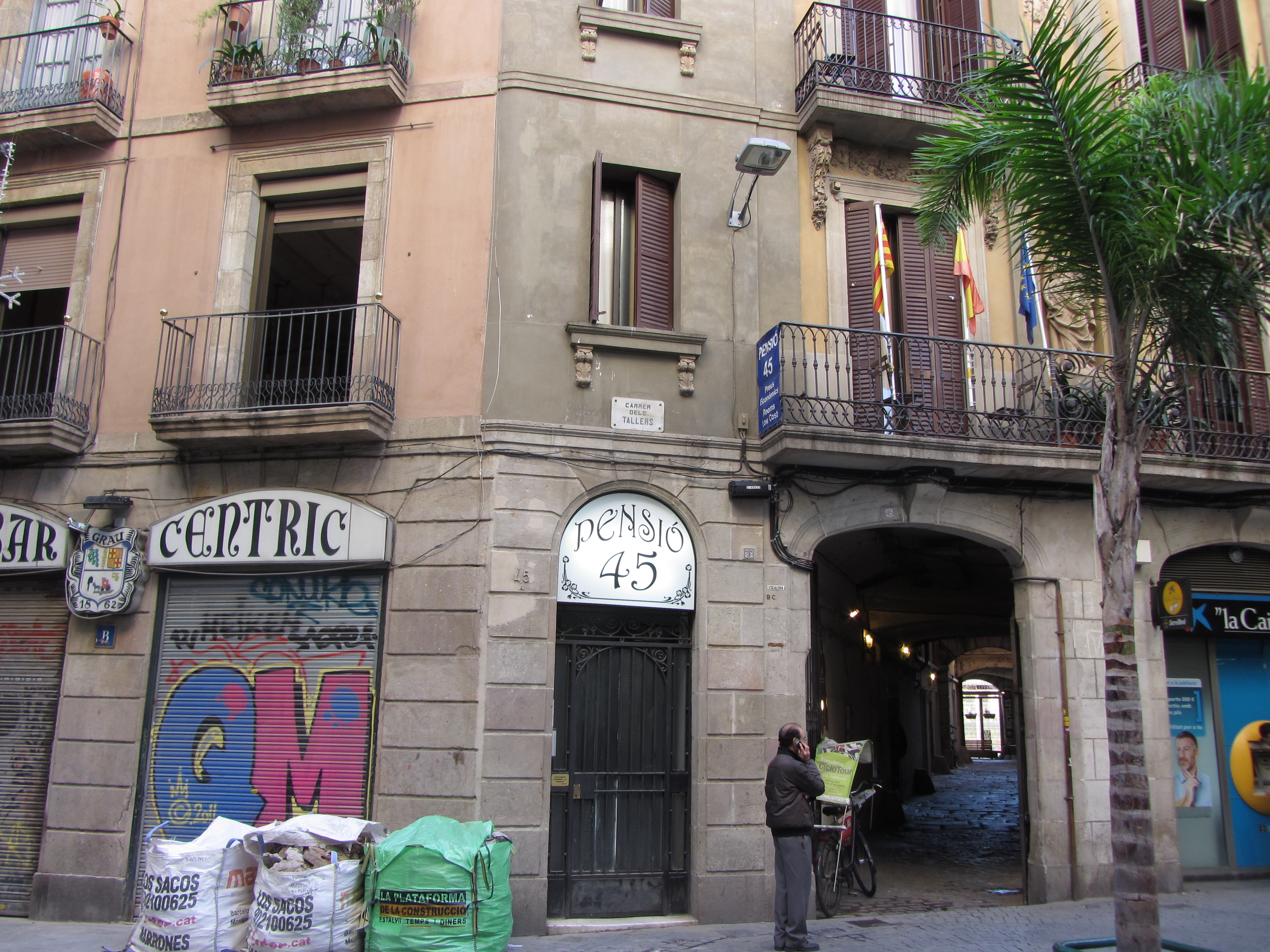
Casa donde vivió Roberto Bolaño en la calle Tallers, en El Raval, Barcelona. Fotografía de 2012.

La primera ciudad donde se estableció Bolaño de manera estable fue en Barcelona. Luego de alojarse un breve tiempo en la  Gran Vía de las Cortes Catalanas, vivió durante un año en la adoquinada calle Tallers, ubicada en el barrio de El Raval, a dos cuadras de la plaza de Cataluña. Su humilde apartamento, de 25 metros cuadrados, estaba en la cuarta planta de un antiguo convento, con un baño compartido con los demás vecinos, sin timbre eléctrico y con dos ventanas exteriores que miraban hacia otro edificio, al otro lado de la calle. Con sus amigos escritores y poetas, solían reunirse en los futbolines ubicados en la misma Tallers, frente al bar Cèntric y cercano al bar Parisienne, en los cuales Bolaño se tomaba un café cuando tenía dinero. El chileno solía dar largos paseos a pie por el barrio. Posteriormente se trasladó a vivir con su hermana, su madre y la pareja de esta a un edificio modernista en la Gran Vía, cerca de la plaza España. Es entonces cuando consigue el trabajo de vigilante nocturno en el camping La Estrella de Mar en Castelldefels, a 24 kilómetros de Barcelona y adonde Bolaño debía desplazarse diariamente, durante los veranos y algunos inviernos entre 1978 y 1981.
Desde Barcelona Bolaño mantuvo contacto con Juan Pascoe, intentando publicar en México un segundo libro de poemas en el Taller Martín Pescador. Si bien este proyecto no acabó por concretarse, el chileno consiguió aparecer en 1978 en las antologías Algunos poetas en Barcelona —junto con sus amigos Bruno Montané y A. G. Porta— y Novísima poesía latinoamericana, esta última publicada en México D. F. Además, al año siguiente se publicó, también en Ciudad de México, Muchachos desnudos bajo el arcoíris de fuego. Once jóvenes poetas latinoamericanos, una antología cuya aparición había dejado acordada con la Editorial Extemporáneos antes de su partida a Europa, que incluye una presentación de Efraín Huerta y poemas suyos, de Mario Santiago, Bruno Montané, Hernán Lavín Cerda, Jorge Pimentel, Enrique Verástegui y Orlando Guillén, entre otros.
Durante estos primeros años en Caraluña, Bolaño creó también junto con Bruno Montané la revista de poesía RVAC (Rimbaud vuelve a casa), cuyo único número fue financiado por este último. A través de ella se despidieron formalmente del infrarrealismo. Luego intentaron convertirla en una mini editorial bajo el nombre Rimbaud vuelve a casa Press, y publicaron dos o tres números de una revista de escaso tiraje denominada Berthe Trépat, en la cual se incluyeron poemas de Enrique Lihn, Soledad Bianchi, Waldo Rojas, Claudio Bertoni y Diego Maquieira, entre otros.

#### Los años difíciles en Gerona
El escritor dejó Barcelona en 1980, habiendo ya escrito una primera versión de su novela Amberes, y se muda a Gerona, concretamente a la calle Capuchinos, en el casco antiguo, donde inicia el contacto por correspondencia con uno de sus poetas chilenos favoritos, Enrique Lihn. Durante la década de 1980 pudo comenzar a sustentarse económicamente, aunque solo en parte, ganando concursos literarios municipales, en los cuales es instado a participar gracias a los consejos del escritor argentino exiliado en España Antonio Di Benedetto, a quien por esto dedica su cuento «Sensini».
En 1981 conoce en esta ciudad a Carolina López, de veinte años de edad (Bolaño tenía veintiocho), catalana que trabaja en los servicios sociales y quien sería su futura esposa. Carolina recuerda que la abordó en la calle, y la invitó a cenar.
En 1983 junto a Bruno Montané lanzaron un único número de la revista Regreso a la Antárdida, con tres poetas (entre ellos el mismo Bolaño) y tres dibujantes. Los ejemplares fueron meras fotocopias y llegaron a escasas personas además de los mismos participantes.
En el invierno de 1984 Roberto y Carolina comienzan a vivir juntos. Ese mismo año publicó también su primera novela, Consejos de un discípulo de Morrison a un fanático de Joyce, escrita a dúo junto con el catalán A. G. Porta y ganadora del Premio Ámbito Literario. El mismo año resulta ganador del Premio Félix Urabayen por su novela La senda de los elefantes, que ya había sido postulada anteriormente, con otro nombre, a otro concurso literario. Esta novela sería más adelante, en 1999, reeditada por la Editorial Anagrama bajo el nombre de Monsieur Pain.

#### Establecimiento en Blanes

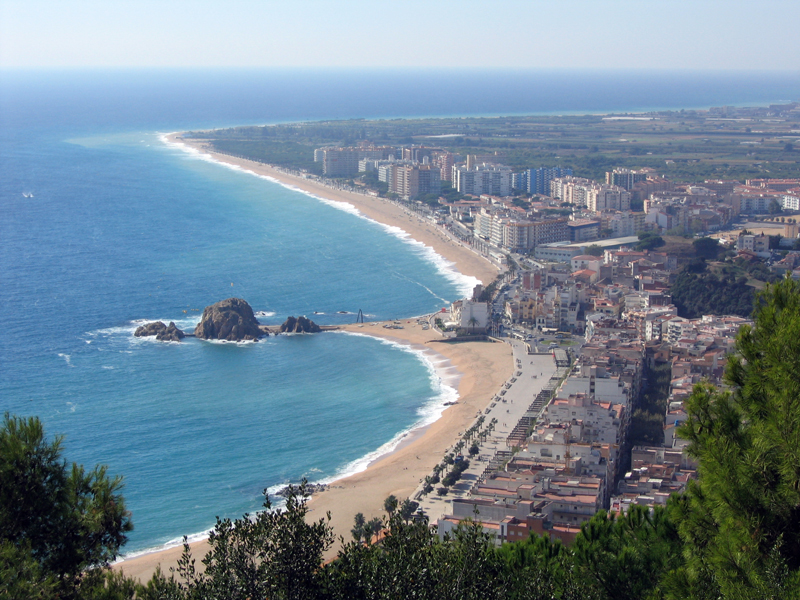
Blanes, ubicado en la Costa Brava, Cataluña, es el pequeño municipio en el cual se estableció Roberto Bolaño luego de dejar Gerona.

La prematura pareja se casa en 1985. Ese verano se trasladan a Blanes, un pequeño municipio ubicado en la Costa Brava de Cataluña, a 70 kilómetros de Barcelona, para que Roberto pueda trabajar en la tienda de bisutería montada por su madre en 1983. Carolina consigue allí un trabajo de servicio social en el ayuntamiento ese mismo verano, y por esta razón, en 1986, se establecen allí definitivamente.
Con Carolina tendrían dos hijos: Lautaro y Alexandra. Con el nacimiento de su primogénito en 1990, Bolaño, que hasta entonces casi solo escribía poesía, decidió volcarse hacia la narrativa, como forma de hacer su oficio más rentable y poder así sostener a su creciente familia. En 1992 se entera de la enfermedad que lo aqueja, y con la que cargaría por poco más de una década, a menudo priorizando su trabajo como escritor sobre el cuidado de su salud.
Al año siguiente publicó su tercera novela, La pista de hielo, y Los perros románticos, una recopilación de sus poemas escritos en España desde su llegada en 1977 hasta 1990, con el cual ganó en 1994 el Premio Literario Ciudad de Irún y el Premio Literarios Kutxa Ciudad de San Sebastián, a mejor libro de poesía en castellano.
En 1996 publicó las novelas La literatura nazi en América y Estrella distante, con excelente crítica y que les comenzará a dar un cierto prestigio, y al año siguiente su primer libro de cuentos, titulado Llamadas telefónicas, con el cual obtiene el Premio Municipal de Santiago de Chile, el Premio Ámbito Literario de Narrativa y el Premio Literario Kutxa Ciudad de San Sebastián, este último por su cuento «Sensini».
Blanes fue el último lugar donde vivió el escritor, hasta su muerte. Residió en las calles Loro y Ancha, paralelas y contiguas, situadas muy cerca de la playa hacia el Mar Mediterráneo.

#### La consolidación literaria

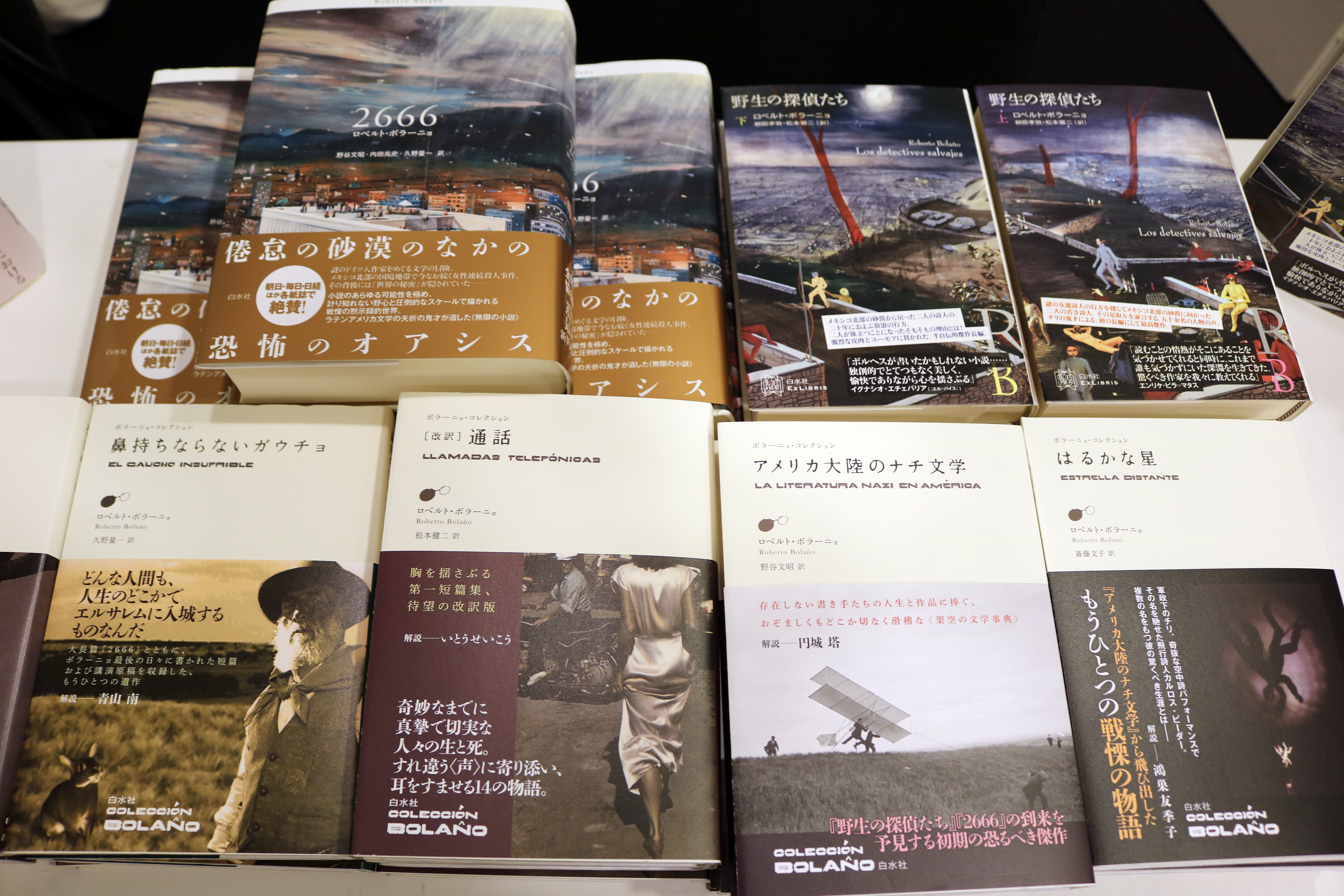
Libros de Bolaño a la venta y traducidos al japonés.

El reconocimiento de la crítica y la fama del escritor se consolidan abruptamente en 1998, año en que se convierte en el primer escritor chileno en obtener el Premio Herralde de Novela gracias a su obra Los detectives salvajes. El 2 de agosto del año siguiente, repite la novedad al obtener el Premio Rómulo Gallegos por la misma novela, sobre la cual Enrique Vila-Matas escribió:

«Los detectives salvajes —vista así— sería una grieta que abre brechas por las que habrán de circular nuevas corrientes literarias del próximo milenio. Los detectives salvajes es, por otra parte, mi propia brecha; es una novela que me ha obligado a replantearme aspectos de mi propia narrativa. Y es también una novela que me ha infundido ánimos para continuar escribiendo, incluso para rescatar lo mejor que había en mí cuando empecé a escribir».
Enrique Vila-Matas

En Los detectives salvajes Bolaño se retrata a sí mismo a través de su alter ego Arturo Belano, compartiendo con su mejor amigo de la vida real, el poeta Mario Santiago Papasquiaro, para el cual utiliza el apodo de Ulises Lima. Papasquiaro falleció el 10 de enero de 1998, poco después de que Bolaño acabara de corregir la novela, y por lo tanto no alcanzó a leerla.
Luego de Los detectives salvajes, a Bolaño lo comienzan a invitar de manera frecuente para asistir a entrevistas y conferencias, así como para escribir publicaciones en revistas y medios de prensa. A fines de 1998 acepta el compromiso de escribir una columna de frecuencia aproximadamente semanal para el Diari de Girona, periódico en lengua catalana de la provincia de Gerona (a la cual pertenece Blanes) donde también publicaba el escritor José María Gironella. Su primera entrega (que eran escritas en castellano, y luego traducidas por los editores al catalán) es publicada en enero de 1999, y estas se extienden hasta la primera mitad de 2000, totalizando aproximadamente medio centenar de columnas y reseñas literarias. Luego de suspendida su colaboración regular con ese medio, Bolaño acepta la propuesta de su amigo Andrés Braithwaite para colaborar en el periódico chileno Las Últimas Noticias (que por entonces aún no se había convertido en un medio de farándula) y publicar una columna similar a la que tenía en el Diari de Girona y que, por iniciativa de Braithwaite, se llamó Entre paréntesis. La gran mayoría de estas publicaciones, comprendidas entre mayo de 1999 y enero de 2003, así como las del Diari de Girona, más conferencias y entrevistas, se encuentran en su libro póstumo que lleva como título el de su columna chilena (2004).
Paralelamente a lo anterior, en noviembre de 1998 viaja por primera vez a Chile luego de 25 años de ausencia, invitado para hacer de jurado en un concurso de cuentos organizado por la revista Paula. El escritor, en compañía de su esposa y su hijo Lautaro, es recibido por una comitiva que incluye a su abuela María Olga, Alexandra Edwards (directora de la revista), y la periodista y escritora Totó Romero. Durante su estadía se presenta en programas de televisión y es entrevistado por distintos medios nacionales, tales como los diarios Las Últimas Noticias y La Nación, un periódico de La Serena, y las revistas Paula y Ercilla. Además aprovecha de saludar telefónicamente a Pedro Lemebel el día de su cumpleaños, así como de visitar a Nicanor Parra, para Bolaño «el mejor poeta vivo en lengua española».
Pese a esta ajetreada vida de entrevistas, a la obtención de premios y nuevas aperturas laborales, el escritor continuó manteniendo un estilo de vida austero, sin lujos ni ostentaciones. En cuanto a las ventas de sus libros en vida, salvo por Los detectives salvajes fue un autor minoritario, que no percibió grandes ingresos. Su estudio de trabajo, ubicado en Blanes en la misma calle que la casa que compartía con Carolina López, no poseía calefacción y carecía de cualquier comodidad.
En 1999 publicó Amuleto, que profundiza en una de las historias narradas en Los detectives salvajes, y en noviembre de ese año viajó nuevamente y por última vez a Chile, con motivo de la Feria del Libro. En esta ocasión, sin embargo, el recibimiento de algunos de sus colegas escritores fue más hosco, debido a sus comentarios críticos sobre la literatura chilena publicados en mayo de ese año en una entrevista para la revista Ajoblanco en Barcelona. En ese viaje, en compañía de su esposa Carolina López y su hijo Lautaro, así como de la joven escritora Lina Meruane, visitaron a la escritora Diamela Eltit y su esposo, el político izquierdista Jorge Arrate, quienes a su vez invitaron a Pablo Azócar. Ya de regreso en España, escribió un libro inspirado en este viaje, Nocturno de Chile que se publicó en 2000, y al año siguiente publicó su segundo libro de cuentos, Putas asesinas.
En 2001 el escritor español Javier Cercas publicó su novela testimonio Soldados de Salamina, en donde Bolaño figura como el personaje que lo estimula a acabar el libro, mientras que en 2003 fue homenajeado por el mexicano Jorge Volpi en su libro El fin de la locura.

#### Últimos días y despedida
Bolaño no solía viajar demasiado, pero durante su último semestre de vida realizó varios viajes. Visitó Londres, por invitación del editor Christopher MacLehose, quien publicó Nocturno de Chile en inglés; también París y Turín, invitado por el editor francés Christian Bourgois y por los editores italianos Elvira y Antonio Sellerio, respectivamente. En París y Turín se encontró también con su amigo y editor español, Jorge Herralde.
A mediados de 2003, unas pocas semanas antes de su fallecimiento, durante una reunión de escritores latinoamericanos en Sevilla, el escritor argentino Rodrigo Fresán se refirió a Bolaño como el líder indiscutible tanto de él como de otros escritores contemporáneos, tales como Jorge Volpi o Gamboa.

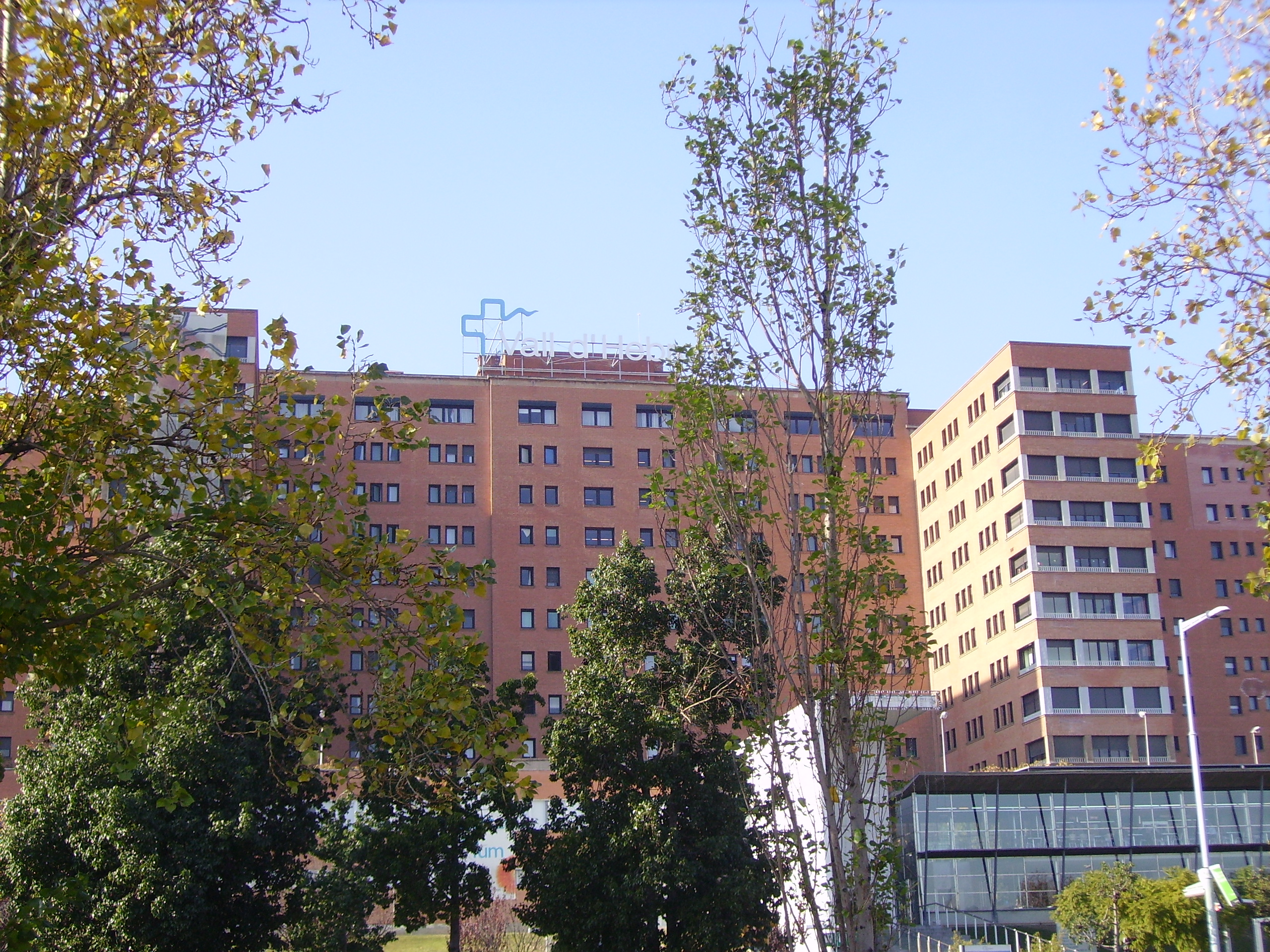
Hospital Universitario Valle de Hebrón, donde falleció el escritor.

El 1 de julio Carmen Pérez de Vega, su pareja durante los últimos seis años, lo llevó urgentemente desde Blanes al Hospital Universitario Valle de Hebrón de Barcelona, donde fue internado. Un día antes, en muy mal estado de salud, conversó extensamente y como era lo usual con Jorge Herralde en las oficinas de la Editorial Anagrama, acerca de literatura y su novela en proceso 2666, y le entregó el manuscrito de su último libro de cuentos, El gaucho insufrible, que se convertiría poco después en su primera obra póstuma. Bolaño falleció el martes 15, tras pasar diez días en coma como consecuencia de una insuficiencia hepática mientras esperaba en vano un donante para realizarse un trasplante de hígado. Su hijo Lautaro tenía trece años y su hija Alexandra, dos. Dejó los derechos de toda su obra escrita en manos de su esposa e hijos. Su cuerpo fue velado en el tanatorio de Les Corts, donde además el 16 de julio se efectuó un funeral laico, donde Herralde pronunció un discurso de despedida. Fue incinerado y luego sus cenizas fueron arrojadas al Mar Mediterráneo.
Su última entrevista llevó por título «Estrella distante», como su libro homónimo, y fue realizada por la periodista Mónica Maristain de la revista Playboy de México. Además del acabado libro de cuentos El gaucho insufrible, dejó inconclusas varias obras, así como manuscritos, poemas inéditos y diarios de vida, entre otros documentos. También dejó obras casi terminadas, como es el caso de su monumental novela 2666, la cual dejó pensando en que fuese distribuida como cinco libros independientes, de modo de asegurar así el sustento de su esposa e hijos, a pesar de lo cual estos estuvieron de acuerdo en publicarla como una sola unidad, como había sido pensada desde su concepción. En esta última novela Bolaño llevó al extremo su capacidad fabuladora, esta vez en torno a un personaje, Benno von Archimboldi, mediante el que retoma la figura del escritor desaparecido en medio de Santa Teresa, trasunto de Ciudad Juárez, en México, ciudad en la cual se suceden con horror múltiples feminicidios.
Bolaño vivió sus últimos años saliendo poco de casa. Se mostraba muy sobreprotector con sus hijos. Hasta el final mantuvo, no obstante, según dicen sus amistades cercanas, su calidez, su sentido del humor y su ironía intactos, así como su gusto por las largas conversaciones, las polémicas y el debate.

### Homenajes póstumos

Esténcil de Roberto Bolaño en Barcelona en 2012

En 2004, un año después de su muerte, Bolaño obtuvo el Premio Salambó a la mejor novela escrita en español, por 2666. El jurado destacó el nivel y diversidad de los cinco finalistas, todos ellos «libros nobles, respetables y muy notables», considerando, sin embargo, a este «el resumen de una obra de mucho peso, donde se decanta lo mejor de la narrativa de Roberto Bolaño (...) que supone un gran riesgo y lleva al extremo el lenguaje literario de su autor».
Tras su muerte, la obra de Bolaño se difundió aún más en el mundo de habla hispana, pero también en Francia y Estados Unidos, donde estuvo en la lista de los 10 mejores libros del año de algunos de los más prestigiosos medios, como el The New Yorker, Slate y Bookforum. En 2006 se publicó en Estados Unidos el libro Last Evenings on Earth, conformado por cuentos de Llamadas telefónicas y Putas asesinas, el cual fue elegido por The New York Times como uno de los libros del año. Los cuentos restantes que no fueron recopilados en dicha novela aparecieron en 2010 bajo el nombre de The Return.
En una entrevista del 25 de marzo de 2010, la cantante y poeta estadounidense Patti Smith, a quien Bolaño admiraba, afirmó que «2666 es la primera obra maestra del siglo XXI» y que «leer a Bolaño ha sido una revelación para mí». El domingo 28 de marzo de ese año, dedicó un recital al escritor, cerrando el festival de Palabra y Música de Gijón, estrenando un poema-canción que habla sobre el chileno.
Su esposa e hijos continuaron viviendo en Blanes. Los libros póstumos del autor han sido publicados por la Editorial Anagrama bajo el estricto seguimiento de Carolina. La viuda de Bolaño, que poco después de la muerte de este contactó a la agencia de Carmen Balcells para que administrara los derechos de la obra del chileno y quien a mediados de 2009 optó por el famoso agente literario estadounidense Andrew Wylie, a diciembre de 2010 había aceptado dar solo cuatro entrevistas de prensa, con propósitos específicos: desmentir una supuesta adicción a la heroína de Bolaño, expresar su desacuerdo por la aparición de Adolf Hitler en la portada del libro La literatura nazi en América, y desmentir la existencia de contratos cinematográficos para Los detectives salvajes.

#### Homenajes en Chile

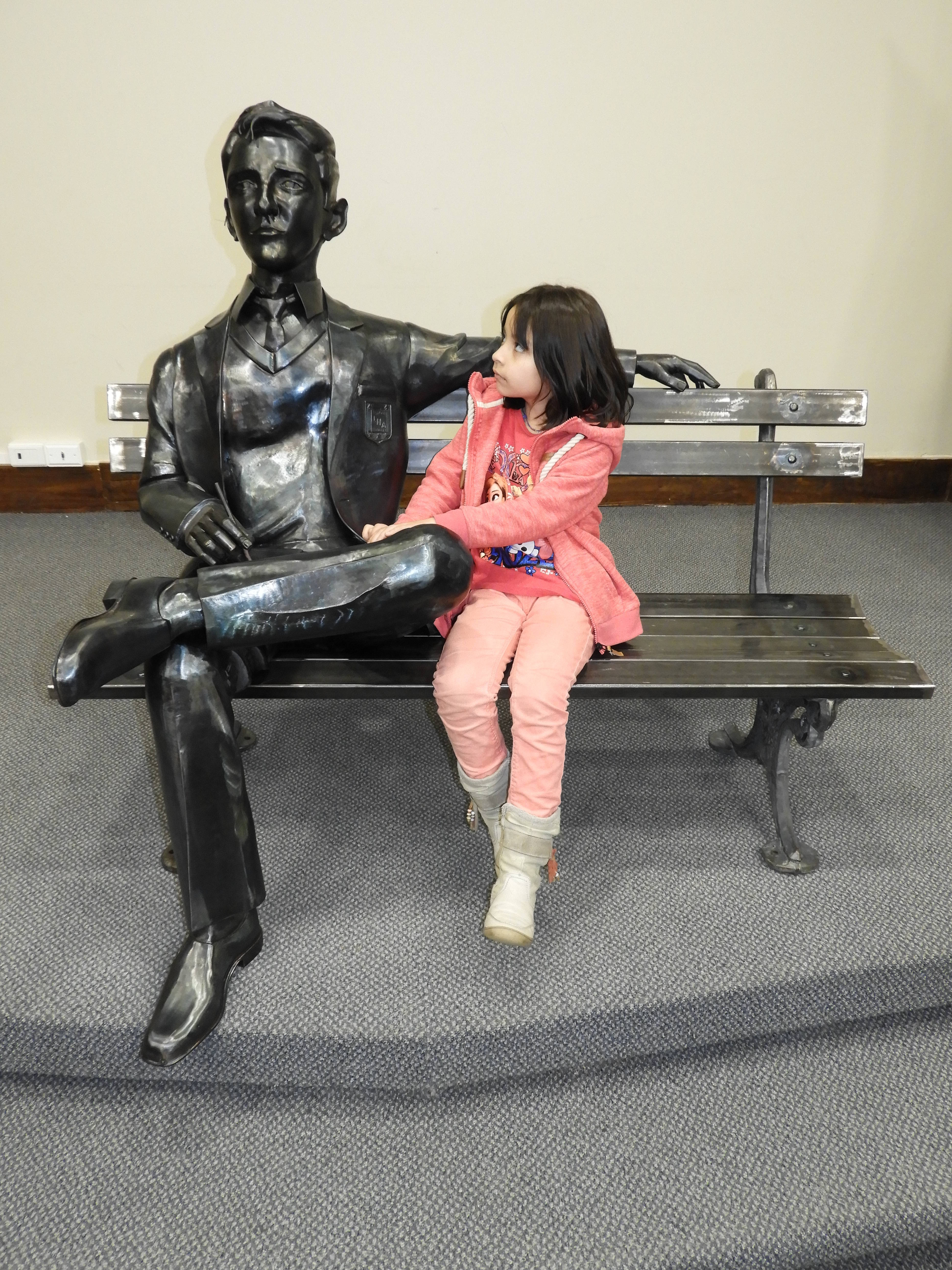
El joven Bolaño, alumno del Liceo de Hombres de Los Ángeles, obra del escultor angelino Juan Carlos Rivas.

El 23 de octubre del mismo año de su muerte, durante la Feria del Libro realizada en Santiago de Chile, el escritor español Jorge Herralde, editor de Anagrama y amigo de Bolaño, pronunció un largo discurso en homenaje a Bolaño, que más tarde fue publicado en su libro Para Roberto Bolaño.
En 2006, el Consejo del Libro y la Lectura del Consejo Nacional de la Cultura y las Artes (CNCA) instauró los Premios Roberto Bolaño a la Creación Literaria Joven, con los cuales se reconoce a las mejores obras inéditas en poesía, cuento y novela de autores chilenos entre los 13 y 25 años.
En 20 de julio de 2013 se inauguró una placa en su nombre, en la localidad de El Retiro, perteneciente a la comuna de Quilpué, donde el escritor vivió parte de su infancia.
En agosto de 2018, en el campus de la Universidad de Concepción de Los Ángeles se erigió una estatua de un joven Roberto Bolaño sentado en un banco de plaza.

#### Homenajes en España

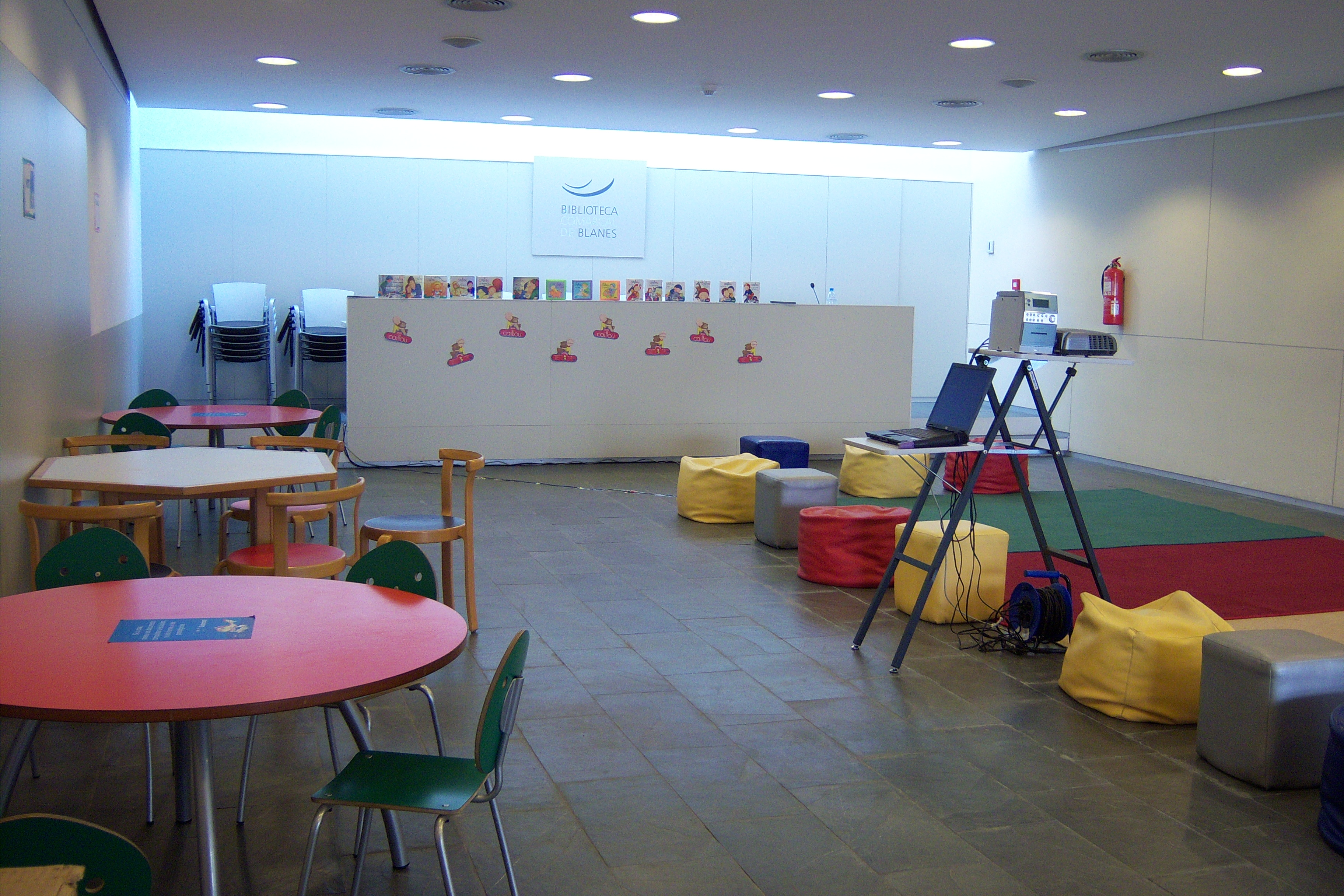
La Sala Roberto Bolaño de la Biblioteca Comarcal de Blanes en 2010, preparada para un evento infantil.

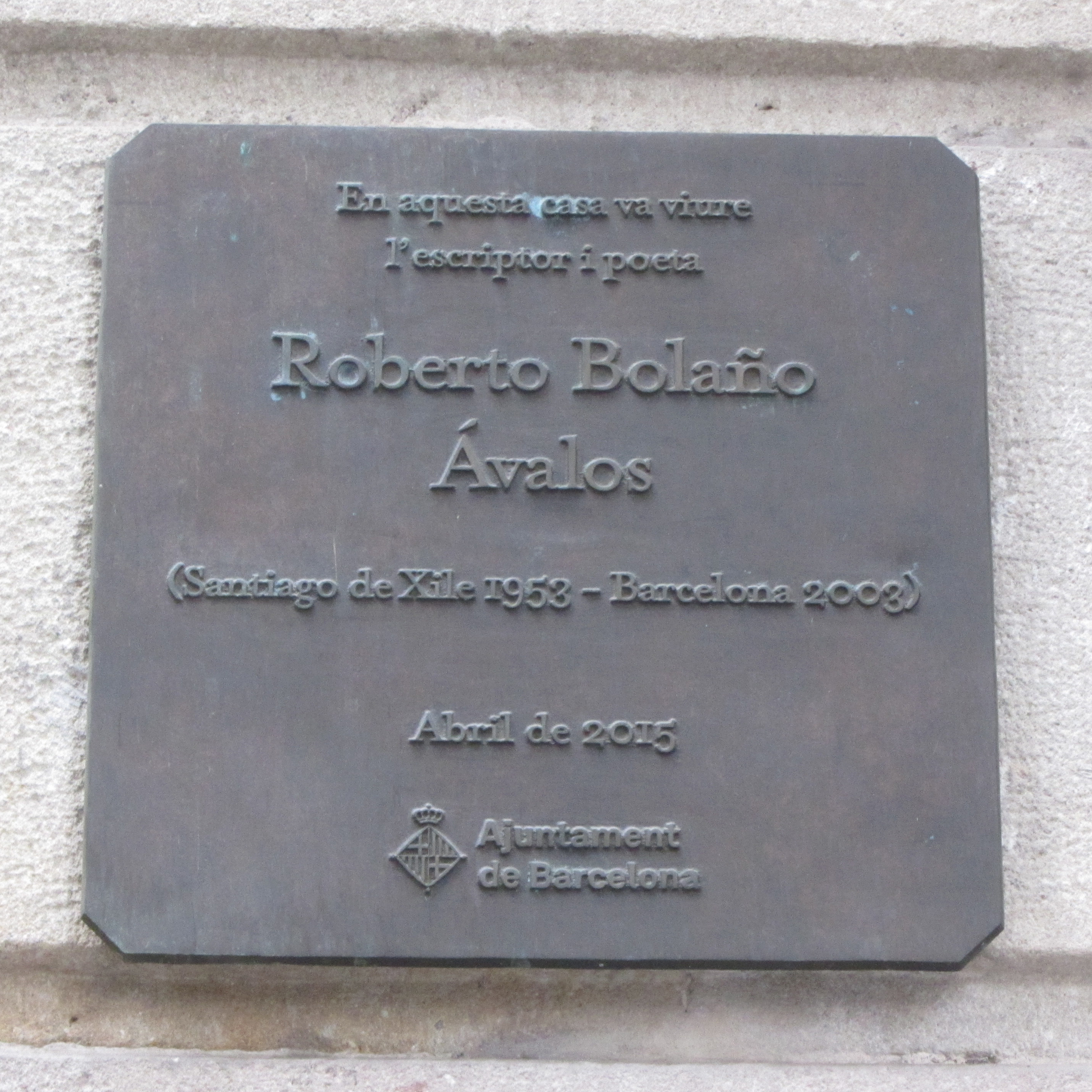
Placa conmemorativa de Bolaño afuera del edificio de la calle Tallers en El Raval, Barcelona, donde vivió durante un año. Fotografía de 2018.

El 4 de octubre de 2008, en la Biblioteca Comarcal de Blanes se inauguró la Sala Roberto Bolaño, en homenaje al escritor que vivió allí por más de quince años y hasta su muerte. La placa conmemorativa, descubierta por sus hijos Alexandra y Lautaro, dice lo siguiente:

«Yo sólo espero ser considerado un escritor sudamericano más o menos decente, que vivió en Blanes, y que quiso a este pueblo».
Roberto Bolaño

En el coloquio que siguió a la inauguración participaron sus amigos escritores Enrique Vila-Matas, A. G. Porta y Rodrigo Fresán. Tanto Porta como el chileno Jorge Morales, quien participó en la sesión de preguntas, se cuestionaron el haberle dedicado a Bolaño solo una sala, y no la biblioteca completa. Victoria Ávalos, madre del homenajeado, falleció un día antes del evento, en el cual no fue mencionada.
En noviembre de 2010, el director chileno residente en México Ricardo House estrenó en Madrid la primera parte de tres que conforman el documental Roberto Bolaño, la batalla futura, en el cual se profundiza sobre la vida del escritor durante su juventud en México.
El 18 de junio de 2011, se inauguró una calle con su nombre en la ciudad española de Gerona, en Cataluña, en un evento al que asistieron el escritor mexicano Juan Villoro y el poeta Bruno Montané, el crítico literario catalán Ignacio Echevarría, y el editor de Anagrama Jorge Herralde, todos amigos del escritor. Su esposa Carolina, así como sus hijos Lautaro y Alexandra, no asistieron a la ceremonia, por enemistades entre esta y parte de los asistentes.

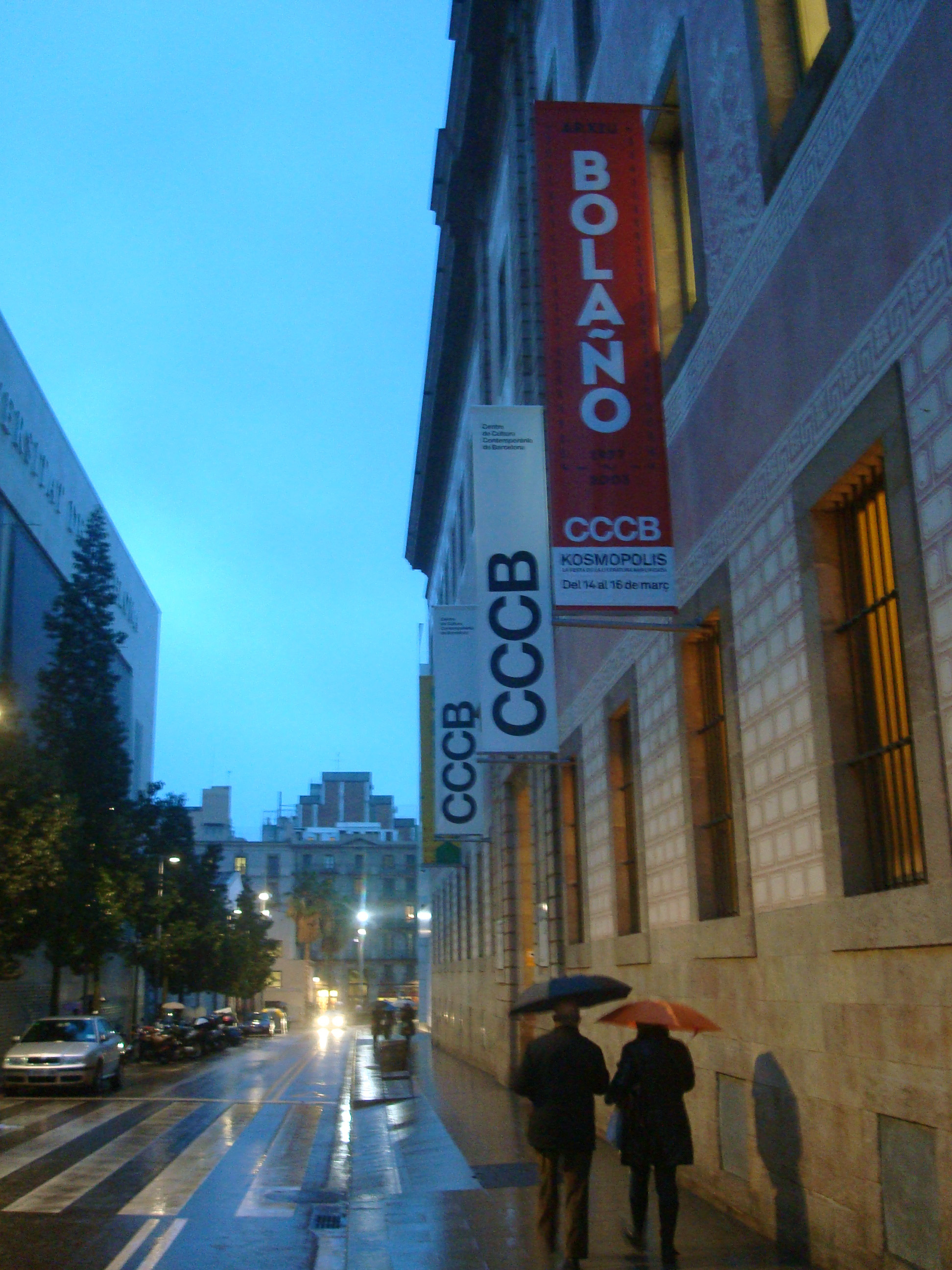
Inauguración de la exposición Archivo Bolaño. 1977-2003, el 5 de marzo de 2013 en el CCCB de Barcelona.

En enero de 2012 se estrenó, primero en Barcelona y luego en Gerona, la segunda parte de Roberto Bolaño, la batalla futura. En ella se profundiza sobre su vida en Cataluña. Finalmente, la trilogía se completó a fines del mismo año, concentrándose en su niñez en Chile y su regreso al país desde México, justo antes del golpe de Estado. El documental íntegro se estrenó el 23 de noviembre de 2012 en Barcelona, con la presencia de Ricardo House e Ignacio Echevarría.
Entre marzo y junio de 2013, por su parte, se le rindió homenaje en Barcelona luego de una década desde su fallecimiento, presentándose la exposición Archivo Bolaño. 1977-2003 en el marco de la sexta edición bienal de Kosmopolis, evento realizado en el Centro de Cultura Contemporánea de Barcelona (CCCB), situado en el barrio de El Raval donde vivió el escritor. En dicha exposición se presentaron esbozos de diversas obras inéditas del autor, así como cartas, fotografías y apuntes, entre otros. Dicha exposición se presentó posteriormente en otros lugares, como el Centro Cultural Recoleta de Buenos Aires. Por las mismas fechas, en Turín, al norte de Italia, también se le realizó un homenaje en el Salón Internacional del Libro. Luego de este evento se realizaron otros homenajes en Chile y en Blanes. En esta última ciudad se desarrolló un proyecto llamado «Bolaño a Blanes» (en catalán, «Bolaño en Blanes») que incluyó una «Ruta Bolaño», y una actividad llamada «Nocturn de Bolaño», en alusión a la novela del autor Nocturno de Chile, en la que se leyeron poemas del escritor, se proyectó un documental y se realizó un concierto musical.
En abril de 2015, se colocó en la calle Tallers del barrio de El Raval en Barcelona una placa conmemorativa con su nombre.
En enero de 2025 la biblioteca comarcal de Blanes cambió su nombre a biblioteca Roberto Bolaño en honor al escritor.

## Estilo
Desde principios del siglo XXI, muchos especialistas y críticos literarios han analizado la obra de Bolaño. Uno de sus rasgos más dominantes es la constante conexión entre vida y literatura. En sus libros suelen aparecer reflexiones sobre los valores de la lectura o la virtud del «valor» en el acto de escribir, actividad que suele relacionar con la muerte y la violencia. Sus múltiples personajes, cada uno de los cuales goza de una individualidad propia, son en su gran mayoría escritores tanto fracasados como exitosos para los que la actividad literaria lo es todo, no solo en un sentido estético, sino también ético, y que además suelen ser vanguardistas o aprovecharse de la herencia de las vanguardias. Muchos escritores y especialistas concuerdan con que su obra está fuertemente ligada a una estética melancólica, y que además en ella existe una fuerte conexión entre estética y política. Como autor de novelas abiertas, su prosa, conformada usualmente por escenas fragmentarias, suele ser además casi carente de descripciones y adoptar comúnmente dos estrategias posibles: una historicista y de narrador omnisciente, o bien una descriptiva indirecta, basada en el relato confesional en primera persona, de una persona distinta del protagonista que se dirige a un interlocutor anónimo o detectivesco.
En diversas ocasiones, Bolaño afirmó que luego de terminar un libro, procuraba olvidarlo de inmediato, de modo de no repetir la trama ni los personajes en sus trabajos siguientes. A pesar de lo anterior, el material para sus obras era normalmente recopilado durante años, y antes de acabar la versión final para entregársela al editor, solía redactar varias versiones previas, algunas manuscritas o mecanografiadas, y a partir de 1995, año en que se compra su primera computadora, también digitalizadas. El escritor afirmó además que todos sus libros están relacionados, incluso considerando en conjunto su narrativa y su poesía. En una entrevista, declaró lo siguiente:

«Mi poesía y mi prosa son dos primas hermanas que se llevan bien. Mi poesía es platónica, mi prosa es aristotélica. Ambas abominan de lo dionisiaco, ambas saben que lo dionisiaco ha triunfado».
Roberto Bolaño

Los dos libros más celebrados del escritor, Los detectives salvajes y 2666, están ambientados en México, país en el cual se comenzó a gestar como escritor, y en el cual vivió gran parte de su juventud. Bolaño escribió en una ocasión, en una carta a su amigo de Ciudad de México, Juan Pascoe:

«...he descubierto que TODO mi teatro lo he realizado para que Mario Santiago haga el papel principal, para que él haga mi papel, protagonice mis sueños, ¿bonito, no?».
Roberto Bolaño

El mismo Bolaño, en su discurso de agradecimiento por la obtención del Premio Rómulo Gallegos, afirmó también que toda su obra estaba dedicada a los jóvenes latinoamericanos de su generación. Otros temas frecuentes en su narrativa son el nazismo y el fascismo, como puede verse en sus obras La literatura nazi en América, Estrella distante o El Tercer Reich, y en menor medida en otros de sus libros. Bolaño era un erudito acerca de la historia de la Alemania nazi, y aprovechó este conocimiento en su creación literaria. Muchos concuerdan también con que, si bien Bolaño no es un escritor de novelas policiales o negras, sí comparte ciertos parentescos con el género, que se pueden ver más explícitamente en obras como Consejos de un discípulo de Morrison a un fanático de Joyce, La pista de hielo, Monsieur Pain, Estrella distante, Los detectives salvajes, y algunos cuentos de Llamadas telefónicas y Putas asesinas. A propósito de esto último, la investigadora Valeria de los Ríos sugiere que en la obra de Bolaño está muy presente la figura de la búsqueda, que se evidencia en la presencia de detectives y en el uso de la fotografía como pista, que permite «establecer una conexión prosaica con la realidad» y que al mismo tiempo es también «un elemento desestabilizador que apunta a la revelación (...) aunque de manera degradada». El investigador Ezequiel De Rosso sugiere que en la obra del chileno «no se trata tanto de un enigma a develar, como en la novela policial, sino más bien de un secreto que el texto parece esconder», un secreto dinámico que produce sentidos y tiene un valor narrativo; de este modo, afirma De Rosso, «el lector que propone Bolaño es un lector conjetural, un lector que propone hipótesis para ciertos hechos oscuros en la trama cuya resolución carece de importancia». A Juan Villoro, al respecto, le «llama la atención el poco interés que concede al mundo subjetivo de sus personajes (...) Su escritura no depende de la introspección sino del recuento de los datos». Esta casi ausencia de descripciones también es destacada por el crítico Juan Antonio Masoliver Ródenas, para quien la trama de las obras de Bolaño dependen de los numerosos personajes, que se apropian de una identidad y presencias distinguibles entre sí; de este modo, «la mayoría de los conflictos surgen precisamente de la capacidad de entablar o de prolongar una relación y de la atracción y repulsión inmediata entre las personas», permitiéndole al autor crear «un espacio en el que las cosas son simultáneamente normales e insólitas».
El escritor siempre fue de la opinión de que se debe priorizar la estructura por sobre el argumento de la obra, lo que se puede ver en la acabada estructura de la totalidad de sus novelas y cuentos. Antes de escribir, procuraba siempre tener la estructura muy clara, y compartía con el escritor argentino Jorge Luis Borges la idea de que los argumentos en literatura, si bien son importantes, son casi siempre los mismos, además que solían llegarle sin buscarlos. Durante el acto de escribir, no pensaba en sus eventuales lectores, sino sencillamente en la misma escritura, la forma, el ritmo y el argumento. A lo largo de su vida escribió normalmente en entornos silenciosos, pero carentes de cualquier comodidad. Solía escribir escuchando música rock, incluso en las épocas más avanzadas de su vida.
Valeria de los Ríos destaca también el uso en la obra de Bolaño de una nueva estética cartográfica, que utiliza la figura del mapa en lugar de la del archivo, como es el caso de los autores del boom latinoamericano. Así, sugiere de los Ríos, el mapa cognitivo de Bolaño no es un Macondo, sino la aldea global, a la que también adjudica una dimensión política. Como en Poe o Baudelaire, añade, en Bolaño el territorio no es descrito, sino experimentado. Esta «extraterritorialidad» literaria también la destaca el crítico Ignacio Echevarría.

## Influencias

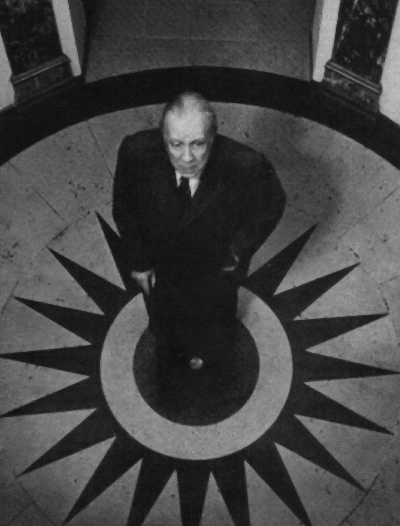
Jorge Luis Borges, de cuya obra Bolaño siempre se consideró un admirador.

Bolaño siempre se reconoció un admirador de la literatura de Borges. Su segunda novela publicada, La literatura nazi en América, puede leerse como un homenaje a dicho escritor. Asimismo, suelen relacionarlo con Julio Cortázar, lo cual Bolaño no pone en duda:

«Decir que estoy en deuda permanente con la obra de Borges y Cortázar es una obviedad».
Roberto Bolaño

Su poeta favorito era el chileno Nicanor Parra, si bien poseía un vasto conocimiento e interés por la poesía francesa, tomando en ella un lugar destacado Arthur Rimbaud, de quien tomó el nombre de pila para su alter ego literario, Arturo Belano. Dentro de la literatura en inglés, entre sus favoritos se encontraban Edgar Allan Poe, Philip Sidney, Edgar Lee Masters, Raymond Carver, James Ellroy, Philip K. Dick y Cormac McCarthy. En su novela 2666, se desenvuelve en territorios geográficos similares a los aventurados por McCarthy —la frontera entre México y Estados Unidos—. Según el poeta y crítico Matías Ayala, para quien la prosa de Bolaño es muy superior a su «poco lograda vena lírica», en sus mejores poemas el autor se logra apropiar de figuras de la literatura latinoamericana del siglo XX, como el «inconsciente», el «vitalismo corporal» y «la tierra como espacio de degradación mítica».
Bolaño fue también un duro crítico a diversos escritores contemporáneos. Fue manifiesta la antipatía que sentía durante su juventud por el mexicano Octavio Paz y tajantes sus críticas a la mexicana Ángeles Mastretta. También criticó duramente la literatura chilena de la década de 1990, incluyendo entre otros a Isabel Allende, Antonio Skármeta, Volodia Teitelboim Marcela Serrano Luis Sepúlveda, Hernán Rivera Letelier o Diamela Eltit, si bien también celebró la obra, además de la de Nicanor Parra, la de los chilenos Enrique Lihn, Gonzalo Rojas, Jorge Edwards y a veces José Donoso, así como los argentinos Bioy Casares, Silvina Ocampo, Rodolfo Wilcock, Ricardo Piglia, Manuel Puig, Copi y Osvaldo Lamborghini, además de los anteriormente mencionados Cortázar y Borges, y la de los mexicanos Juan Rulfo, Sergio Pitol, Carlos Monsiváis y otros escritores hispanoamericanos como Juan Marsé, Álvaro Pombo, Mario Vargas Llosa, Miguel Ángel Asturias y Augusto Monterroso. Bolaño destacó además a varios escritores de su generación, tales como Fernando Vallejo, César Aira, Alan Pauls, Rodrigo Fresán, Rodrigo Rey Rosa, Juan Villoro, Daniel Sada, Carmen Boullosa, Jorge Volpi, Enrique Vila-Matas, Javier Marías, Pedro Lemebel, Roberto Brodsky, Olvido García Valdés, Miguel Casado y Rodrigo Lira.
Con respecto a escritores de lenguas no romances, Bolaño apreciaba particularmente a Franz Kafka y Witold Gombrowicz, entre varios otros. También expresó su admiración por Antón Chéjov.
Para Enrique Vila-Matas, Bioy Casares es «uno de los autores más familiares al mundo literario de Bolaño»; para el crítico argentino Leonardo Tarifeño, está más cercano al mismo Vila-Matas, así como a César Aira; mientras que para el estudioso argentino Gonzalo Aguilar, Bolaño está especialmente relacionado con J. R. Wilcock, Ricardo Piglia, Enrique Lihn, José Emilio Pacheco y Honorio Bustos Domecq, quien evidentemente también incluye al ya mencionado Jorge Luis Borges.

### Ideología política
Bolaño, ateo desde su juventud, siempre se consideró de pensamientos de izquierda, haciéndose trotskista durante su juventud en México, y posteriormente anarquista. En sus propias palabras:

«(no me gusta) la unanimidad sacerdotal, clerical, de los comunistas. Siempre he sido de izquierda y no me iba a hacer de derechas porque no me gustaban los clérigos comunistas, entonces me hice trotskista. Lo que pasa que luego, cuando estuve entre los trotskistas, tampoco me gustaba la unanimidad clerical de los trotskistas, y terminé siendo anarquista [...]. Ya en España encontré muchos anarquistas y empecé a dejar de ser anarquista. La unanimidad me jode muchísimo».
Roberto Bolaño

Pese a que la política no suele ser un tema central en su obra, fue un escritor muy comprometido a nivel político. En sus propias palabras, afirmó que «toda literatura, de alguna manera, es política. Quiero decir: es reflexión política y es planificación política».
Con respecto a los sentimientos patrióticos, opinaba que lo mejor era olvidarse de la patria, pues uno bien puede tener muchas de ellas, y definirlas de muy diversas maneras. Más que chileno, mexicano o incluso español, Bolaño se consideraba un latinoamericano.

## Obra
La obra de Roberto Bolaño incluye poesía, novelas, cuentos, ensayos y discursos literarios, publicados en su mayoría en Barcelona, España. Varias de estas obras han sido publicadas póstumamente. La totalidad de sus libros de cuentos, y casi todas sus novelas —salvo Consejos de un discípulo..., reeditada por la Editorial Acantilado, y las póstumas El espíritu de la ciencia-ficción y Sepulcros de vaqueros— han sido publicadas por Anagrama, a través de su amigo y principal editor Jorge Herralde, donde publicó entre 1996 y 2003 al menos un libro por año. La primera edición de La pista de hielo fue publicada inicialmente por la Editorial Planeta, La literatura nazi en América por Seix Barral, y Una novelita lumpen por la editorial Mondadori. Sus primeros trabajos narrativos fueron además publicados inicialmente en pequeñas ediciones mediante la obtención de premios españoles de provincia.

### Poesía
- 1975 - Gorriones cogiendo altura (con Bruno Montané; no publicado)[nota 2][125]
- 1976 - Reinventar el amor
- 1992 - Fragmentos de la Universidad Desconocida (Colección Melibea, Talavera de la Reina)[126]
- 1993 - Los perros románticos
- 1995 - El último salvaje (Al Este del Paraíso, México D. F.)[126]
- 2000 - Tres

Ediciones póstumas
- 2007 - La Universidad Desconocida
- 2018 - Poesía reunida

### Novelas
- 1984 - Consejos de un discípulo de Morrison a un fanático de Joyce (con A. G. Porta; reeditada en 2006 junto al cuento Diario de bar)
- 1984 - La senda de los elefantes (reeditada en 1999 como Monsieur Pain)
- 1993 - La pista de hielo
- 1996 - La literatura nazi en América
- 1996 - Estrella distante
- 1998 - Los detectives salvajes
- 1999 - Amuleto
- 2000 - Nocturno de Chile
- 2002 - Amberes
- 2002 - Una novelita lumpen

Ediciones póstumas
- 2004 - 2666
- 2010 - El Tercer Reich
- 2011 - Los sinsabores del verdadero policía
- 2016 - El espíritu de la ciencia-ficción
- 2017 - Sepulcros de vaqueros

### Cuentos
- 1997 - Llamadas telefónicas
- 2001 - Putas asesinas

Ediciones póstumas
- 2003 - El gaucho insufrible
- 2006 - Diario de bar (con A. G. Porta; adjunto a reedición de Consejos de un discípulo de Morrison a un fanático de Joyce)
- 2007 - El secreto del mal

Recopilatorios
- 2010 - Cuentos
- 2018 - Cuentos completos

### Ensayos y entrevistas
- 2004 - Entre paréntesis
- 2011 - Bolaño por sí mismo: entrevistas escogidas
- 2018 - A la intemperie: Colaboraciones periodísticas, intervenciones públicas y ensayos

## Premios
| Libro                                                       | Premios                                                                                             |
| ----------------------------------------------------------- | --------------------------------------------------------------------------------------------------- |
| Consejos de un discípulo de Morrison a un fanático de Joyce | Premio Ámbito Literario 1984                                                                        |
| La senda de los elefantes                                   | Premio Félix Urabayen 1984 del Ayuntamiento de Toledo, a mejor novela corta                         |
| La pista de hielo                                           | Premio Ciudad de Alcalá de Narrativa 1992                                                           |
| Los perros románticos                                       | Premio Literario Ciudad de Irún 1994                                                                |
| Los perros románticos                                       | Premios Literarios Kutxa Ciudad de San Sebastián 1994, a mejor poesía en castellano                 |
| Llamadas telefónicas                                        | Premios Literarios Kutxa Ciudad de San Sebastián 1997, a mejor cuento en castellano, por «Sensini». |
| Llamadas telefónicas                                        | Premio Ámbito Literario de Narrativa                                                                |
| Llamadas telefónicas                                        | Premio Municipal de Literatura de Santiago 1998                                                     |
| Los detectives salvajes                                     | Premio Herralde de Novela 1998                                                                      |
| Los detectives salvajes                                     | Premio Rómulo Gallegos 1999                                                                         |
| Los detectives salvajes                                     | Premio Mejores Obras Literarias Publicadas                                                          |
| Los detectives salvajes                                     | Premio del Círculo de Críticos de Arte de Chile                                                     |
| El gaucho insufrible                                        | Premio Altazor 2004                                                                                 |
| 2666                                                        | Premio Ciudad de Barcelona                                                                          |
| 2666                                                        | Premio Salambó 2004                                                                                 |
| 2666                                                        | Premio Fundación Lara a la novela mejor acogida por la prensa especializada.                        |
| 2666                                                        | Premio Altazor 2005                                                                                 |
| 2666                                                        | Premio Municipal de Literatura de Santiago 2005                                                     |
| 2666                                                        | National Book Critics Circle Award 2008                                                             |
| 2666                                                        | Premio de la revista Time a la mejor novela del año 2008                                            |

## En la cultura popular

### Documentales
- Bolaño cercano. España: Editorial Candaya y Teveunam. 2008. Guion y dirección Erik Haasnoot. Distribuido con el libro Bolaño salvaje, II edición, marzo de 2013.
- Roberto Bolaño: El último maldito (TVE). España: Zebra Producciones. 2010. Consultado el 17 de diciembre de 2012.
- Roberto Bolaño, la batalla futura (Ricardo House). México, Chile, España. 2010-2012. Archivado desde el original el 25 de diciembre de 2010. Consultado el 17 de diciembre de 2012.

### Obras de teatro
- 2007 - 2666. Dirección: Àlex Rigola. España.[135]
- 2013 - El policía de las ratas (cuento de El gaucho insufrible). Dirección: Àlex Rigola. España.[136]
- 2014 - Consejos de un discípulo de Morrison a un fanático de Joyce. Dirección: Fèlix Pons. España.[137]
- 2016 - 2666. Dirección: Robert Falls. Estados Unidos.[138]

### Películas
- 2013 - Il futuro (basada en Una novelita lumpen). Dirección: Alicia Scherson. Chile, Italia, Alemania, España.[139]

### Escultura
- 2018 - Inicio de un sueño[140]